# Nahuel Brunet
Nahuel Brunet (Las Heras, Mendoza, Argentina; 11 de julio de 2000) es un futbolista argentino. Juega de defensor y su equipo actual es Unión La Calera, de la Liga de Primera de Chile.

## Trayectoria

### Godoy Cruz
Surgido de las inferiores de Godoy Cruz, debutó con el plantel superior el 2 de mayo de 2022 en la victoria 1 a 0 frente Central Córdoba de Santiago del Estero, por la fecha 13 de la Copa de la Liga Profesional 2022.
Luego de su debut, disputó 3 encuentros más con la camiseta del "tomba".

### San Martín de Tucumán
Para la temporada 2023 de la Primera Nacional es cedido a préstamo a San Martin de Tucumán, jugando su primer partido con la institución el 3 de febrero en la victoria 1 a 0 frente a Estudiantes de Río Cuarto, por la primera fecha del campeonato.

### Unión La Calera
En julio de 2024 el futbolista se incorpora a Club de Deportes Unión La Calera para disputar el campeonato de primera división.

## Estadísticas

### Clubes
Actualizado de acuerdo al último partido jugado el 13 de junio de 2025.
| Club                        | Div.          | Temporada     | Liga  | Liga  | Liga   | Copas nacionales | Copas nacionales | Copas nacionales | Torneos internacionales | Torneos internacionales | Torneos internacionales | Total | Total | Total  |
| Club                        | Div.          | Temporada     | Part. | Goles | Asist. | Part.            | Goles            | Asist.           | Part.                   | Goles                   | Asist.                  | Part. | Goles | Asist. |
| --------------------------- | ------------- | ------------- | ----- | ----- | ------ | ---------------- | ---------------- | ---------------- | ----------------------- | ----------------------- | ----------------------- | ----- | ----- | ------ |
| Godoy Cruz Argentina        | 1.ª           | 2022          | 2     | 0     | 0      | 2                | 0                | 0                | —                       | —                       | —                       | 4     | 0     | 0      |
| Godoy Cruz Argentina        | Total club    | Total club    | 2     | 0     | 0      | 2                | 0                | 0                | 0                       | 0                       | 0                       | 4     | 0     | 0      |
| San Martín (T) Argentina    | 2.ª           | 2023          | 20    | 0     | 0      | —                | —                | —                | —                       | —                       | —                       | 20    | 0     | 0      |
| San Martín (T) Argentina    | Total club    | Total club    | 20    | 0     | 0      | 0                | 0                | 0                | 0                       | 0                       | 0                       | 20    | 0     | 0      |
| Chacarita Juniors Argentina | 2.ª           | 2024          | 13    | 0     | 1      | 1                | 0                | 0                | —                       | —                       | —                       | 14    | 0     | 1      |
| Chacarita Juniors Argentina | Total club    | Total club    | 13    | 0     | 1      | 1                | 0                | 0                | 0                       | 0                       | 0                       | 14    | 0     | 1      |
| Unión La Calera · Chile     | 1.ª           | 2024          | 13    | 1     | 0      | —                | —                | —                | —                       | —                       | —                       | 13    | 1     | 0      |
| Unión La Calera · Chile     | 1.ª           | 2025          | 14    | 0     | 0      | 6                | 0                | 0                | —                       | —                       | —                       | 20    | 0     | 0      |
| Unión La Calera · Chile     | Total club    | Total club    | 27    | 1     | 0      | 6                | 0                | 0                | 0                       | 0                       | 0                       | 33    | 1     | 0      |
| Total carrera               | Total carrera | Total carrera | 62    | 1     | 1      | 9                | 0                | 0                | 0                       | 0                       | 0                       | 71    | 1     | 1      |
| 1. 2.                       |               |               |       |       |        |                  |                  |                  |                         |                         |                         |       |       |        |